# Маркова (Иркутская область)
Маркова — рабочий посёлок в Иркутском районе Иркутской области России.
Административный центр Марковского городского поселения.

## География
Расположен на берегу реки Каи, в непосредственной близости от окраин Иркутска.

## История
Посёлок образован из одноимённой деревни, известной с 1820-х годов. По легенде, первый дом здесь построил ссыльный поляк Марк Савинский, откуда и происходит название.
Статус рабочего посёлка с 1984 года.

## Население
| 2002    | 2009    | 2010    | 2011    | 2012    | 2013    | 2014    |
| ------- | ------- | ------- | ------- | ------- | ------- | ------- |
| 6509    | ↗6930   | ↗9894   | ↗9912   | ↗11 365 | ↗13 190 | ↗16 024 |
| 2015    | 2016    | 2017    | 2021    |         |         |         |
| ↗17 756 | ↗20 627 | ↗23 672 | ↗36 971 |         |         |         |

## Инфраструктура
- Исправительная колония строгого режима № 19[15]. Была построена в 1970 году для использования труда заключенных на строительстве Ново-Иркутской ТЭЦ[16].
- Марковская средняя школа
- Геронтологический центр

## Русская православная церковь
- Храм Воскресения Христова[17]